# Фридрих Магнус I фон Золмс-Вилденфелс
Фридрих Магнус I фон Золмс-Вилденфелс (на немски: Friedrich Magnus I zu Solms-Wildenfels; * 31 август 1743, Вилденфелс; † 12 февруари 1801, Вилденфелс) е граф на Золмс-Вилденфелс и господар на Вилденфелс в Саксония.

## Биография
Той е син на граф Хайнрих Карл фон Золмс-Вилденфелс (1706 – 1746) и съпругата му Албертина Шарлота ван Биландт-Палстеркамп (1721 – 1799). Сестра му София Хенриета Албертина фон Золмс-Лаубах-Вилденфелс (1739 – 1822) се омъжва на 29 август 1763 г. във Вилденфелс за граф Вилхелм Карл Лудвиг фон Золмс-Рьоделхайм-Асенхайм (1699 – 1778).
Той умира на 12 февруари 1801 г. във Вилденфелс на 57 години и е погребан там. Графовете на Золмс-Вилденфелс са до 1945 г. собственици на дворец Вилденфелс.

## Фамилия
Фридрих Магнус се жени на 21 септември 1773 г. в Дюркхайм за графиня Каролина София Вилхелмина фон Лайнинген (* 4 април 1757; † 18 март 1832), дъщеря на граф и княз Карл Фридрих Вилхелм фон Лайнинген (1724 – 1807) и графиня Христиана Вилхелмина фон Золмс-Рьоделхайм-Асенхайм (1736 – 1803). Те имат децата:
- Карл Лудвиг (1774 – 1776)
- Фридрих Магнус II (1777 – 1837), граф на Золмс-Вилденфелс, женен I. на 26 август 1801 г. в Ербах за графиня Августа фон Ербах-Ербах (1783 – 1833), дъщеря на граф Франц фон Ербах-Ербах, II. на 18 ноември 1837 г. в Рабенхолц/Ербах за графиня Елизабет фон Дегенфелд-Шьонбург (1802 – 1880)
- Виктория Шарлота Мариана (1781 – 1822)
- Едуард (1784 – 1788)
- Густав (1785 – 1787)
- Емих Ото Фридрих (1794 – 1834), женен на 14 декември 1819 г. в Потсдам за Паулина Адела София баронеса Сиртема фон Гровестинс (1802 – 1848)